# Élections législatives de 1951 dans l'Orne
Les élections législatives françaises de 1951 se tiennent le 17 juin. Ce sont les deuxièmes élections législatives de la Quatrième République.

## Mode de scrutin
Représentation proportionnelle plurinominale suivant la méthode du plus fort reste dans 103 circonscriptions, conformément à la loi des apparentements : les listes qui se sont « apparentées » avant l'élection remportent tous les sièges de la circonscription si leurs voix ajoutées obtiennent la majorité absolue des suffrages exprimés. Il y a 629 sièges à pourvoir.
Le vote préférentiel est admis. 
Dans le département de l'Orne, quatre députés sont à élire.

## Candidats

### Liste du Rassemblement du peuple français
| N° | Candidats | Candidats       | Parti | Principales fonctions |
| -- | --------- | --------------- | ----- | --- |
| 01 |           | Paul Pelleray   | RPF   | Représentant économique et paysan, Président de la fédération des exploitants agricoles de l'Orne, éleveur à Condé-sur-Huisne |
| 02 |           | Pierre Couinaud | RPF   | Sénateur, chirurgien, ancien résistant déporté, adjoint au maire d'Argentan                                                   |
| 03 |           | Émile Janvier   | RPF   | Minotier, ancien résistant, conseiller général du canton d'Alençon-Ouest                                                      |
| 04 |           | Gaston Meillon  | RPF   | Président du Conseil général, maire de La Ferté-Macé, hôtelier                                                                |

### Liste d'action républicaine familiale et rurale - Mouvement républicain populaire
| N° | Candidats | Candidats       | Parti | Principales fonctions                                                               |
| -- | --------- | --------------- | ----- | ----------------------------------------------------------------------------------- |
| 01 |           | Émile Halbout   | MRP   | Conseiller général du canton de Flers-Nord, maire de La Lande-Patry, député sortant |
| 02 |           | Xavier Lambert  | MRP   | Agriculteur, maire de Gâprée                                                        |
| 03 |           | Raymond Couder  | MRP   | Ancien député, médecin                                                              |
| 04 |           | Joseph Touchard | MRP   | Chef de section retraité SNCF, maire de Sainte-Gauburge                             |

### Liste d'Union nationale - Union des indépendants, des paysans et des républicains nationaux - Groupement national de défense des libertés professionnelles et des contribuables
| N° | Candidats | Candidats         | Parti | Principales fonctions                                                         |
| -- | --------- | ----------------- | ----- | ----------------------------------------------------------------------------- |
| 01 |           | Philippe Monin    | CNIP  | Député sortant, journaliste dans la presse agricole                           |
| 02 |           | Pierre de Romanet | CNIP  | Propriétaire exploitant agricole et forestier à Saint-Martin-du-Vieux-Bellême |
| 03 |           | Roger Pichard     | CNIP  | Notaire, maire d'Athis-de-l'Orne                                              |
| 04 |           | Pierre Desclos    | CNIP  | Eleveur, adjoint au maire de Mahéru                                           |

### Liste du Parti socialiste SFIO
| N° | Candidats | Candidats          | Parti    | Principales fonctions                                                                    |
| -- | --------- | ------------------ | -------- | ---------------------------------------------------------------------------------------- |
| 01 |           | Raymond Guesdon    | Soc.ind. | Député sortant, avocat                                                                   |
| 02 |           | Raymond Le Terrier | SFIO     | Cultivateur, ancien Conseiller de la République, ancien résistant, maire de La Gonfrière |
| 03 |           | Eugène Pajot       | Soc.ind. | Inspecteur primaire honoraire, conseiller général du canton d'Argentan-Est               |
| 04 |           | André Letellier    | SFIO     | Artisan ébéniste                                                                         |

### Liste d'Union républicaine, résistante et antifasciste présentée par le PCF
| N° | Candidats | Candidats        | Parti | Principales fonctions                                                    |
| -- | --------- | ---------------- | ----- | ------------------------------------------------------------------------ |
| 01 |           | Octave Colombet  | PCF   | Cultivateur, Mortagne-au-Perche                                          |
| 02 |           | Lucien Chatelain | PCF   | Ouvrier mineur                                                           |
| 03 |           | Faustin Merle    | PCF   | Employé des contributions indirectes, ancien Conseiller de la République |
| 04 |           | René Bodère      | PCF   | Ouvrier                                                                  |

### Liste du Rassemblement des gauches républicaines et de l'Union démocratique et socialiste de la résistance
| N° | Candidats | Candidats      | Parti | Principales fonctions                                                                |
| -- | --------- | -------------- | ----- | ------------------------------------------------------------------------------------ |
| 01 |           | Ernest Voyer   | UDSR  | Ingénieur, conseiller général du canton de L'Aigle, maire de L'Aigle                 |
| 02 |           | Roger Duval    | RGR   | Agriculteur, conseiller général du canton de Gacé, ancien résistant, maire d'Orgères |
| 03 |           | Guy Renaudin   | RGR   | Commerçant                                                                           |
| 04 |           | Albert Terrier | UDSR  | Exploitant forestier à Courteille, conseiller général du canton d'Alençon-Est        |

### Liste de l'Union des nationaux indépendants et républicains
| N° | Candidats | Candidats         | Parti | Principales fonctions |
| -- | --------- | ----------------- | ----- | --------------------- |
| 01 |           | Jacques Proust    | UNIR  | Négociant             |
| 02 |           | Marcelle Lheureux | UNIR  |                       |
| 03 |           | Thérèse Costa     | UNIR  | Chirurgien dentiste   |
| 04 |           | Marie Tabard      | UNIR  |                       |

## Élus
| Député sortant   | Parti | Parti | Député élu ou réélu | Parti | Parti |
| ---------------- | ----- | ----- | ------------------- | ----- | ----- |
| Raymond Guesdon  |       | SFIO  | Paul Pelleray       |       | RPF   |
| Louis Terrenoire |       | MRP   | Pierre Couinaud     |       | RPF   |
| Émile Halbout    |       | MRP   | Émile Halbout       |       | MRP   |
| Philippe Monin   |       | CNIP  | Philippe Monin      |       | CNIP  |

## Résultats

### Résultats à l'échelle du département
- Il n'y a pas d'apparentement de conclu dans le département.
- Les sièges sont répartis à la proportionnelle entre tous les partis.

| Parti    | Parti         | Tête de liste   | Résultats | Résultats | Sièges |  |
| Parti    | Parti         | Tête de liste   | Voix      | %         |        |  |
| -------- | ------------- | --------------- | --------- | --------- | ------ |  |
|          | RPF           | Paul Pelleray   | 48 820    | 38,40     | 2      |  |
|          | MRP           | Émile Halbout   | 25 275    | 19,88     | 1      |  |
|          | CNIP-Déf. lib | Philippe Monin  | 18 166    | 14,29     | 1      |  |
|          | SFIO          | Raymond Guesdon | 17 440    | 13,72     | 0      |  |
|          | PCF           | Octave Colombet | 13 867    | 10,91     | 0      |  |
|          | RGR-UDSR      | Ernest Voyer    | 1 750     | 1,38      | 0      |  |
|          | UNIR          | Jacques Proust  | 0         | 0,00      | 0      |  |
|          |               |                 |           |           |        |  |
| Inscrits | Inscrits      | Inscrits        | 161 287   | 100,00    | 4      |  |
| Votants  | Votants       | Votants         | 131 617   | 81,60     |        |  |
| Exprimés | Exprimés      | Exprimés        | 127 136   | 96,60     |        |  |